# 181 (getal)
Het oneven natuurlijk getal 181 volgt op 180 en gaat vooraf aan 182.

## In dewiskunde
- 181 is het 42e priemgetal in de lijst van priemgetallen. Het vormt een priemtweeling met 179.
- 181 is een viervoud plus 1, zodat dit priemgetal volgens de stelling van Fermat over de som van twee kwadraten kan worden geschreven als de som van twee kwadraten: {\displaystyle (9^{2}+10^{2})}.
- 181 is een palindroompriemgetal.
- Ook in het twaalftallig stelsel is 18112 (=24110) een palindroompriemgetal.
- 181 is een gecentreerd vierhoeksgetal.
- 181 is een gecentreerd vijfhoeksgetal.

## In het dagelijks leven
- De 181e dag van een niet-schrikkeljaar is 30 juni.